# Rhododendron stamineum
Rhododendron stamineum är en ljungväxtart som beskrevs av Adrien René Franchet. Rhododendron stamineum ingår i släktet rododendron, och familjen ljungväxter.

## Underarter
Arten delas in i följande underarter:
- R. s. gaozhaiense
- R. s. lasiocarpum